# Alèctor
Alèctor (en grec antic Ἀλέκτωρ) va ser, segons la mitologia grega, un rei d'Argos, fill i successor d'Anaxàgoras i pare d'Ifis. Pausànias diu que Alèctor va tenir dos fills, Ifis i Capaneu.
Unes tradicions expliquen que el seu pare, Anaxàgoras, va dividir el regne d'Argos en tres parts, ja que el seu pare regnava juntament amb Pretos quan aquest va cridar Melamp perquè curés la follia de les Prètides, i per pagar-li la curació va repartir el seu regne entre Melamp, Biant i Alèctor, que tot i ser l'hereu va tenir només una tercera part del regne. Quan Alèctor va morir, el va succeir Ifis.